# Gouvernement Gaëtan de Rochebouët
Troisième République
Gouvernement Albert de Broglie III Gouvernement Jules Dufaure V
Le gouvernement Gaëtan de Rochebouët est un gouvernement de la Troisième République française qui dure du 23 novembre 1877 au 13 décembre 1877 au cours de la crise du 16 mai 1877. Il s'agit d'un cabinet présidentiel et aucun parlementaire n'est membre de ce cabinet qui n'est autre, dans l'esprit du président Mac Mahon, qu'un « ministère d'affaires » dont la seule mission est d'expédier les affaires courantes.

## Composition

### Présidence du Conseil
| Fonction | Fonction                           | Image                | Nom                  | Parti politique |
| -------- | ---------------------------------- | -------------------- | -------------------- | --------------- |
|          | Président du Conseil des ministres | Gaëtan de Rochebouët | Gaëtan de Rochebouët | Légitimiste     |

### Ministères
| Fonction | Fonction                                                         | Image                     | Nom                       | Parti politique |
| -------- | ---------------------------------------------------------------- | ------------------------- | ------------------------- | --------------- |
|          | Ministre de la Guerre                                            | Gaëtan de Rochebouët      | Gaëtan de Rochebouët      | Légitimiste     |
|          | Ministre de la Justice                                           | François Lepelletier      | François Lepelletier      |                 |
|          | Ministre de l’Intérieur                                          | Charles Welche            | Charles Welche            | Bonapartiste    |
|          | Ministre des Affaires étrangères                                 | Gaston de Banneville      | Gaston de Banneville      |                 |
|          | Ministre de la Marine et des Colonies                            | Albert Roussin            | Albert Roussin            |                 |
|          | Ministre des Finances                                            | François-Ernest Dutilleul | François-Ernest Dutilleul |                 |
|          | Ministre de l'Instruction publique, des Cultes et des Beaux-arts | Hervé Faye                | Hervé Faye                |                 |
|          | Ministre des Travaux publics                                     | Michel Graeff             | Michel Graeff             |                 |
|          | Ministre de l'Agriculture et du Commerce                         | Jules Ozenne              | Jules Ozenne              |                 |

## Politique projetée, échec parlementaire et passation des pouvoirs
Le Président Patrice de Mac Mahon constitue un ministère extra-parlementaire, composé « d'hommes étrangers aux derniers conflits, indépendants vis-à-vis de tous les partis » et supposés « rester en dehors des luttes politiques » durant leur mandat. Un possible complot militaire est réfléchi avant d'être rapidement abandonné face aux faibles chances de réussites, le Président Mac Mahon restant légaliste. La mise en œuvre de ce projet prend forme aux alentours des 27 et 28 novembre.
La Chambre des députés, le 24 novembre, refuse par 325 voix contre 208 de reconnaître un ministère composé au mépris des élections d'octobre 1877. Le président envisage la nomination du sénateur orléaniste et ancien ministre Anselme Batbie, qui aurait lui-aussi pris des décisions autoritaires comme la proclamation de l'état de siège, fait arrêter les chefs républicains, levé les impôts par décret, organisé de nouvelles élections et un plébiscite. Des rumeurs font état d'une convocation à Paris des chefs de corps d'armée pour le 10 décembre, le général de Rochebouët leur ayant ordonné de se tenir prêts. Ce second projet échoue car les ministres sont divisés sur la question, que la presse conservatrice n'y est pas favorable et que les deux présidents des Chambres s'organisent déjà pour résister. Enfin, l'armée elle-même n'est pas sûr car le sentiment républicain progresse. Début décembre, face à l'impossibilité de se passage en force, Batbie conseille plutôt de rappeler Jules Dufaure pour former un gouvernement centre droit et centre gauche. Celui-ci refuse car Mac Mahon refuse ne pas garder ses ministères des affaires étrangères, de la marine et de la guerre. Batbie est à nouveau appelé à former un cabinet, il réunit  le 9 décembre les sénateurs constitutionnels, qui refuse un cabinet et conseille au Président de se soumettre. Audiffret-Pasquier rencontre Mac Mahon pour lui conseiller de céder. Un projet de cabinet bonapartiste ou légitimiste avec une seconde dissolution est réfléchie mais ne va pas très loin. 
Le 13 décembre 1877, Gaëtan de Rochebouët remet la démission du Gouvernement au président de la République Patrice de Mac Mahon. Devant l'impossibilité de composer un cabinet à sa convenance, Mac Mahon envisage de démissionner mais ses proches l'en dissuadent de nouveau tant pour se protéger eux-mêmes que pour éviter une victoire totale des républicains.
Le même jour, Patrice de Mac Mahon nomme Jules Dufaure président du Conseil des ministres pour former un gouvernement dominé par les républicains modérés de centre gauche.